# Dennis Kipruto Kimetto
Dennis Kipruto Kimetto o Dennis Kipruto Koech (Eldoret, 22 de enero de 1984) atleta keniano especialista en carreras de fondo. Antiguo plusmarquista mundial de maratón, posee el récord en la distancia de 25 km, con un tiempo de 01:11:18, establecido el 6 de mayo de 2012 en el BIG 25 Berlín.

## Palmarés
| Fecha | Competición        | Lugar   | Resultado         | Prueba  | Marca   |
| ----- | ------------------ | ------- | ----------------- | ------- | ------- |
| 2012  | Maratón de Berlín  | Berlín  | Medalla de plata  | Maratón | 2h04:16 |
| 2013  | Maratón de Chicago | Chicago | Medalla de oro    | Maratón | 2h03:45 |
| 2013  | Maratón de Tokio   | Tokio   | Medalla de oro    | Maratón | 2h06:50 |
| 2014  | Maratón de Berlín  | Berlín  | Medalla de oro    | Maratón | 2h02:57 |
| 2015  | Maratón de Londres | Londres | Medalla de bronce | Maratón | 2h05:50 |
| 2016  | Maratón de Londres | Londres | 9.º               | Maratón | 2h11:44 |